# اذهاب (يريم)

تعديل مصدري - تعديل

اذهاب هي إحدى قرى عزلة بني عمر بمديرية يريم التابعة لمحافظة إب، بلغ تعداد سكانها 297 نسمة حسب تعداد اليمن لعام 2004.